# Phyllobius vespertilio
Phyllobius vespertilio — вид долгоносиков-скосарей из подсемейства Entiminae.

## Подвиды

### Phyllobius vespertilio quercetorum Arnoldi, 1965
Жук длиной 5-6 мм. Верхняя часть тела в золотисто-зелёных чешуйках, усики и лапки красно-жёлтые. Щетинки на надкрыльях явственные. Жгутик усиков сравнительно длинный, его 4-7 сегменты заметно длиннее своей ширины. Ноги тонкие и длинные. Голова и головотрубка образуют общий конус. Зубец на задних бёдрах хорошо заметен, хотя и очень маленький.
Вредитель почек и листьев дубов (Quercus).